# فريميوم

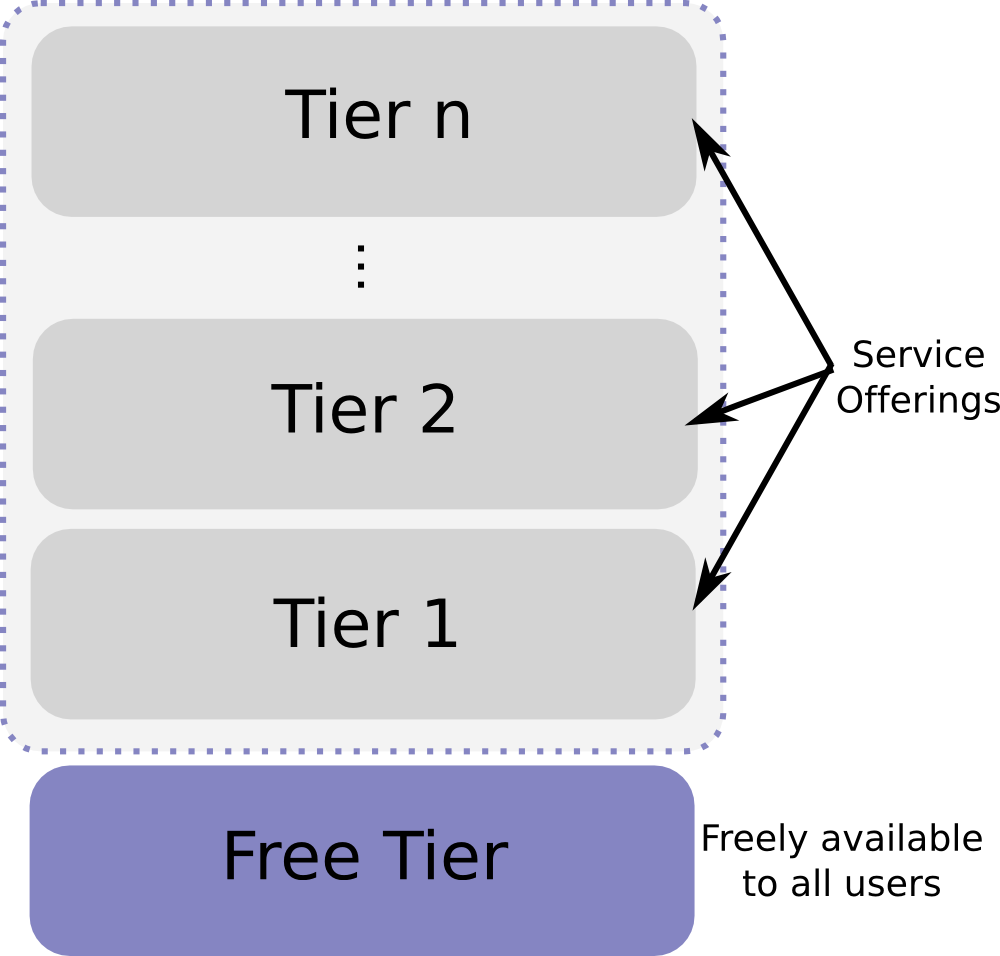

فريميوم (بالإنجليزية: Freemium)‏ هي إستراتيجية تسعير لخدمة أو منتج في العادة تكون برمجيات تطبيقية كالألعاب وبرامج الحاسوب وخدمات الويب حيث يتم تقديمها مجانا لكن يتم دفع المال مقابل وظائف أو مزايا احتكارية. الكلمة «فريميوم» هي لفظ منحوت مستحدث، استحدثه جاريد لوكن في 2006.

## نموذج تسويق فريميوم
فريميوم هو نموذج تسويقي يتم فيه تقديم المنتج الرئيسي مجانًا، مع تحقيق الأرباح من بيع خدمات مكملة مصطلح Freemium عبارة عن كلمتين دمجتا مع بعض وهما Free و Premium وهي أن هناك منتج أو خدمة تقدم مجانًا وأخرى يدفع لها هناك خدمة مجانًا (النسبة الأكبر من المستخدمين) – تحقق الوعي بالماركة brand awareness وخدمات مدفوعة (النسبة الأقل من المستخدمين) – تحقق الأرباح.

## أمثلة عن نموذج فريميوم
تتبع المواقع الشهيرة سكايب وسبوتيفاي ودروبوكس نموذج التسويق Freemium، فضلاً عن العديد من المواقع التجارية التي تبيع منتجات خدمية مختلفة.

### Skype
يقدم خدمة الاتصال مجانا ولكن التواصل على الهواتف الأرضي أو المحمول مدفوع، في العام 2008 سجل Skype أكثر من 16 مليار دقيقة اتصال مجاني، مقابل ملياري دقيقة اتصال مدفوعة، في عام 2008 بلغ صافي الأرباح النصف سنوية 45 مليون دولار.

### Spotify
مع خدمة الموسيقى في الربع الأول من عام 2019 بلغ عدد مستخدمي الباقة المدفوعة 100 مليون مستخدم من 217 مليون مستخدم مجاني، وإجمالى الإيرادات السنوية لعام 2018 بلغ 6 مليارات دولار.

### Dropbox
يقدم خدمة استضافة مجانًا حتى 2 جيجابايت، وزيادة إلى 18 جيجابايت وخدمات أخرى مدفوعة، القيمة السوقية للشركة 10 مليارات دولار أمريكي.